# Pericallia opaca
Pericallia opaca är en fjärilsart som beskrevs av O. Schultz 1905. Pericallia opaca ingår i släktet Pericallia och familjen björnspinnare. Inga underarter finns listade i Catalogue of Life.